# Eugsterite
La eugsterite è un minerale.